# Gmina Kocmyrzów-Luborzyca
Die Gmina Kocmyrzów-Luborzyca ist eine Landgemeinde im Powiat Krakowski der Woiwodschaft Kleinpolen in Polen. Ihr Sitz ist heute das Dorf Luborzyca mit etwa 600 Einwohnern. Bei Einrichtung der Landgemeinde im Januar 1973 wurde Kocmyrzów als Sitz gewählt.

## Gliederung
Zur Landgemeinde (gmina wiejska) Kocmyrzów-Luborzyca gehören folgende Ortsteile mit einem Schulzenamt:
Baranówka
Czulice
Dojazdów
Głęboka
Goszcza
Goszyce
Karniów
Kocmyrzów
Krzysztoforzyce
Luborzyca
Łososkowice
Łuczyce
Maciejowice
Marszowice
Pietrzejowice
Prusy
Rawałowice
Sadowie
Skrzeszowice
Sulechów
Wiktorowice
Wilków
Wola Luborzycka
Wysiołek Luborzycki
Zastów
Eine weitere Ortschaft der Gemeinde ist Legionówka Goszycka.

## Verkehr
Im Gemeindegebiet liegen die Haltepunkte Goszcza, Łuczyce, Baranówka und Zastów der Bahnstrecke Warszawa–Kraków.

## Persönlichkeiten
- Zofia Atteslander (1874–1924), Malerin, geboren in Luborzyca.